# Scatopse brevitruncata
Scatopse brevitruncata är en tvåvingeart som först beskrevs av Oswald Duda 1928.  Scatopse brevitruncata ingår i släktet Scatopse och familjen dyngmyggor.
Artens utbredningsområde är Ghana. Inga underarter finns listade i Catalogue of Life.